# Galeras

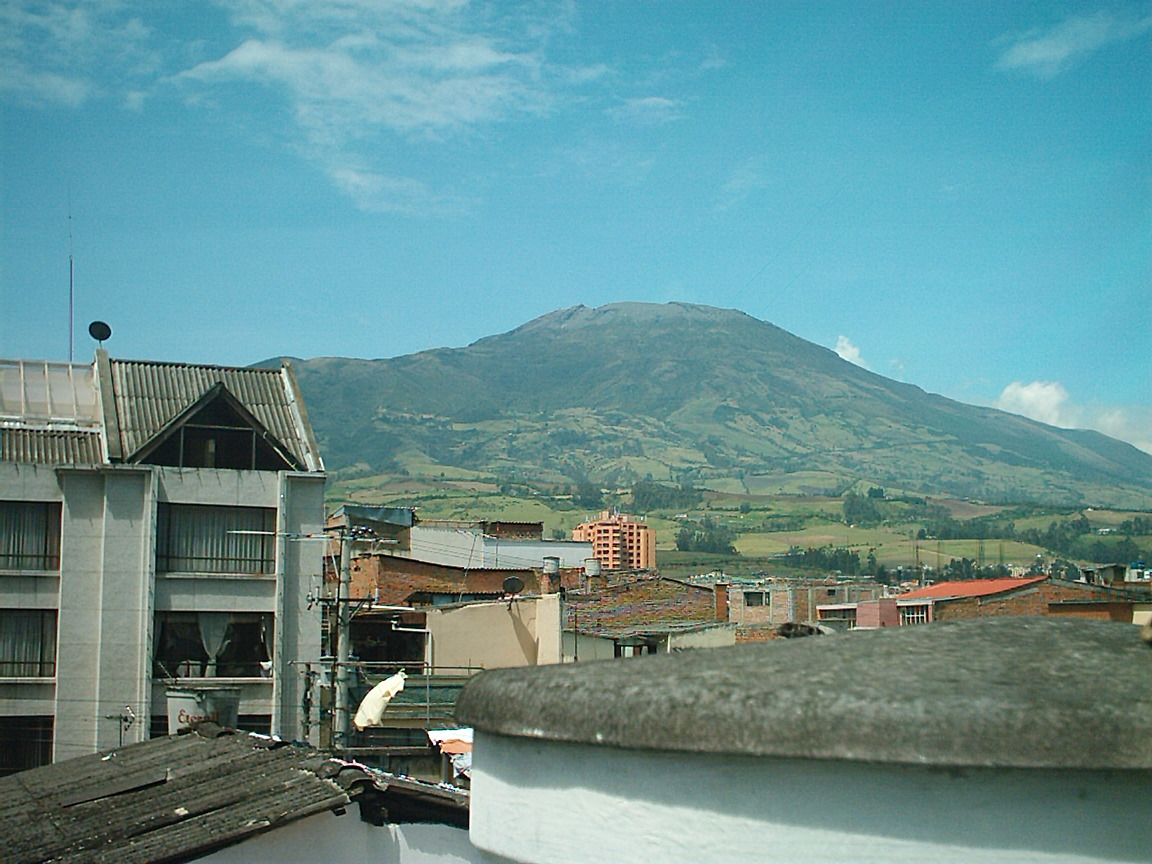
Galeras (Urcunina), vista desde Pasto.

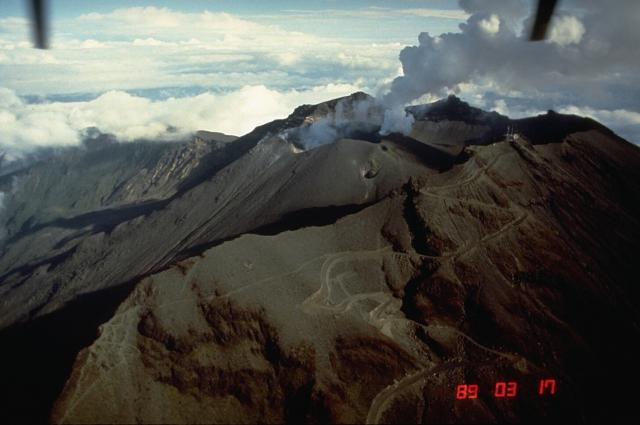
Galeras (Urcunina).

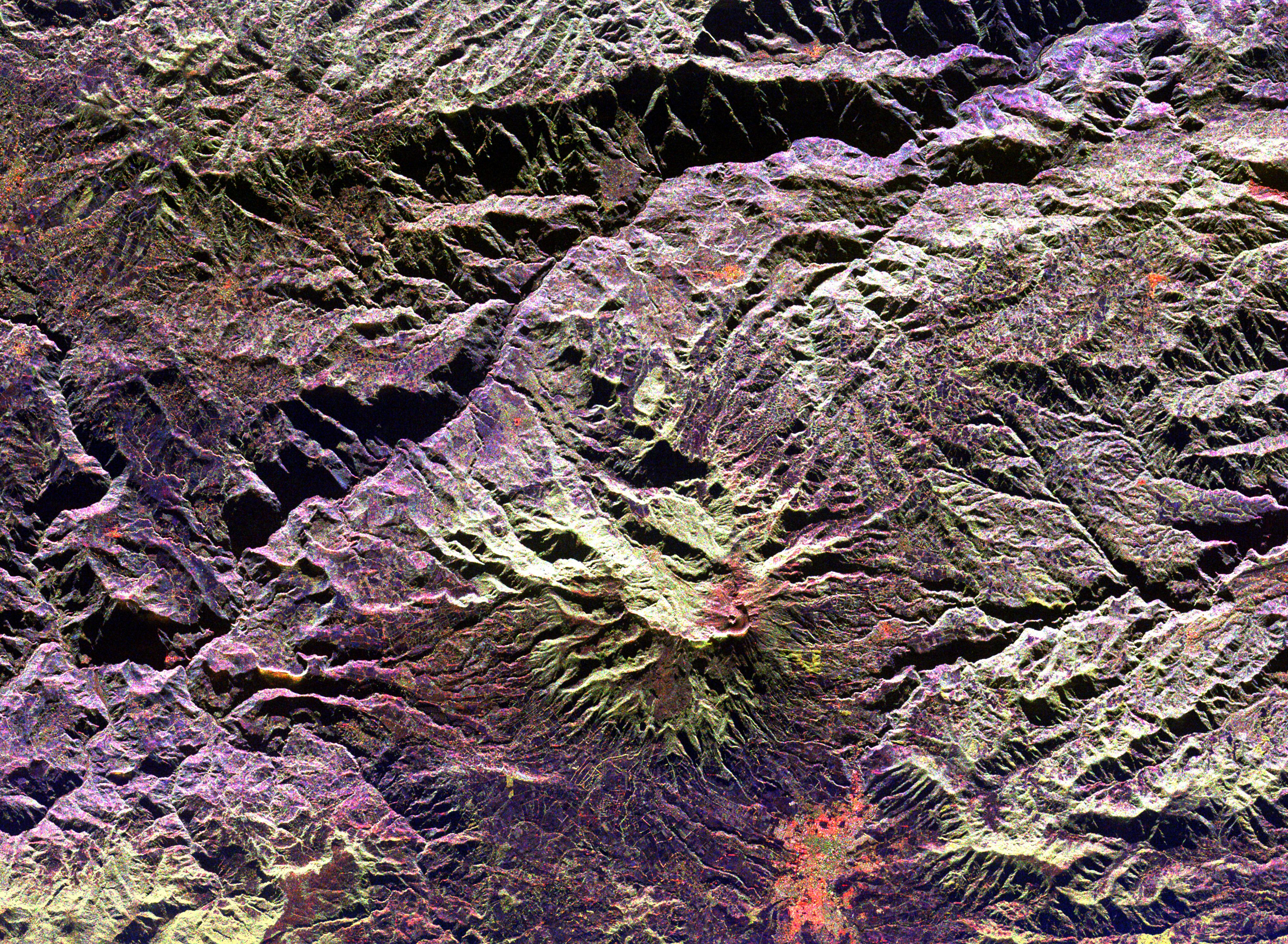
Galeras (Urcunina); a mancha vermelha abaixo é a cidade de Pasto.

Galeras (Urcunina) é dos dos 38 vulcões da Colômbia, dos quais 15 estão ativos. Localizado no pico da Cordilheira dos Andes, próximo de Pasto, capital do departamento de Nariño, o vulcão atinge os 4 276 metros de altitude.
O vulcão encontra-se numa interplaca sobre a zona de subducção da placa tectônica de Nazca sob a placa tectônica sul-americana
Foi em 1535 que aconteceu a primeira erupção registrada na história e ao longo dos anos foram se registrando mais..
1766: Uma erupção ocorreu em 1766, e é relatado que a cidade de Pasto, localizada nas encostas do vulcão, foi danificada durante esse evento.
1834: Uma erupção em 1834 causou destruição substancial na região circundante. Essa erupção foi significativa e teve impactos nas comunidades próximas.
1974: A atividade vulcânica aumentou novamente na década de 1970, com várias erupções menores ocorrendo durante esse período.
1993: Uma das erupções mais notáveis ocorreu em 14 de janeiro de 1993. Durante essa erupção, um grupo de cientistas, incluindo vulcanologistas e turistas, estava no cume do vulcão. Infelizmente, essa erupção resultou na perda de várias vidas, incluindo a do renomado vulcanologista Geoffrey Brown.

Desde então, o vulcão Galeras tem continuado a mostrar atividade sísmica e pequenas erupções. As autoridades colombianas têm implementado medidas de monitoramento e alerta para mitigar os riscos associados a esse vulcão ativo. A região ao redor do Galeras é habitada, e a vigilância constante é essencial para a segurança das comunidades locais.